# Beate Schrott
Beate Schrott (15 de abril de 1988) es una deportista de Austria que compite en atletismo. Ganó una medalla de oro en el Campeonato Europeo de Atletismo por Equipos de 2019, en la prueba de 100 m vallas.